# (2886) Tinkaping
(2886) Tinkaping ist ein Asteroid des Hauptgürtels, der am 20. Dezember 1965 am Purple-Mountain-Observatorium in Nanjing entdeckt wurde.
Der Name des Asteroiden ist von dem Hongkonger Industriellen und Philanthropen Tin Ka Ping abgeleitet.